# Argillophora
Argillophora là một chi bướm đêm thuộc họ Noctuidae.

## Các loài
- Argillophora argillophora Dyar, 1914
- Argillophora furcilla Grote, 1873